# Tacoclina

Rotación interna en el Sol, que muestra una rotación diferencial en la región convectiva exterior y una rotación casi uniforme en la región radiactiva central. La transición entre estas regiones se llama tacoclina. Imagen cortesía de GONG:.

La tacoclina es la zona de transición del Sol entre la zona interior radiactiva y la zona de convección que le rodea rotando de manera diferencial. La tacoclina se halla a unos dos tercios en radio del centro del Sol. Este cambio de comportamiento provoca una gran cizalladura, ya que la rotación cambia muy rápidamente entre el interior radiactivo que gira como un sólido rígido, posiblemente debido a un campo fósil, y el exterior convectivo que presenta una rotación diferencial con los polos rotando más lentamente que las regiones ecuatoriales.
El término tacoclina fue acuñado en un artículo por Edward Spiegel y Jean-Paul Zahn en 1992 en analogía con la termoclina marina.